# Bois de cocotier

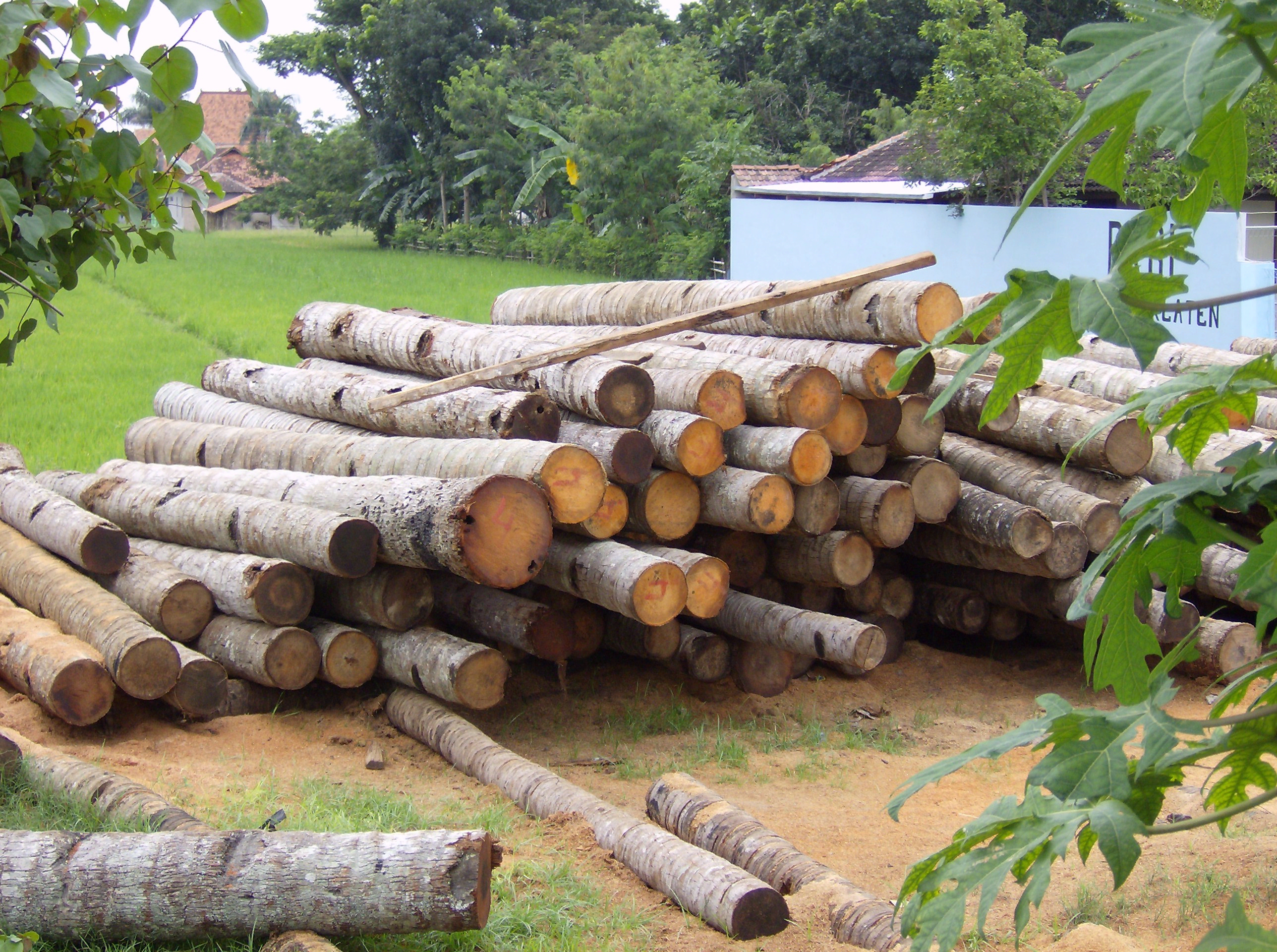
Bois de cocotier à Klaten (Java, Indonésie).

Le bois de cocotier est fourni par le tronc (ou stipe) des cocotiers âgés abattus. C'est une ressource de bois nouvelle qui provient de cultures de plantation et offre une alternative aux bois surexploités des forêts tropicales.

## Contexte
Le bois de cocotier provient de plantations (cocoteraie) de cocotiers âgés. Le cocotier est cultivé dans de grandes plantations dans les régions tropicales depuis la première moitié du XXe siècle, afin de produire des noix de coco. L'arbre porte des fruits jusqu'à environ 70 ans, âge auquel il est considéré comme ayant atteint la fin de sa vie économique et est abattu pour faire place à de nouvelles cultures. Chaque année, plusieurs millions de palmiers sont ainsi abattus dans les régions tropicales. Traditionnellement, les troncs ont été considérés comme des sous-produits sans valeur et négligés.
C'est seulement ces dernières années (début du XXIe siècle) que les gens ont commencé à explorer les utilisations commerciales potentielles de cette vaste ressource d'approvisionnement en bois. Cela a conduit au lancement commercial de l'utilisation du bois de cocotier dans une gamme de produits variés, allant des revêtements de sol à des éléments de mobilier. Avec ces produits, dont les performances égalent ou même dépassent les bois classiques de feuillus, le bois de cocotier représente un substitut viable des espèces d'arbres en voie de disparition, provenant d'une ressource écologiquement saine.
La société australienne Pacific Green a été un précurseur dans le travail du bois de cocotier et a conseillé l'organisation des Nations unies pour l'alimentation et l'agriculture (FAO) dans une étude sur les troncs de cocotier.

## Caractéristiques

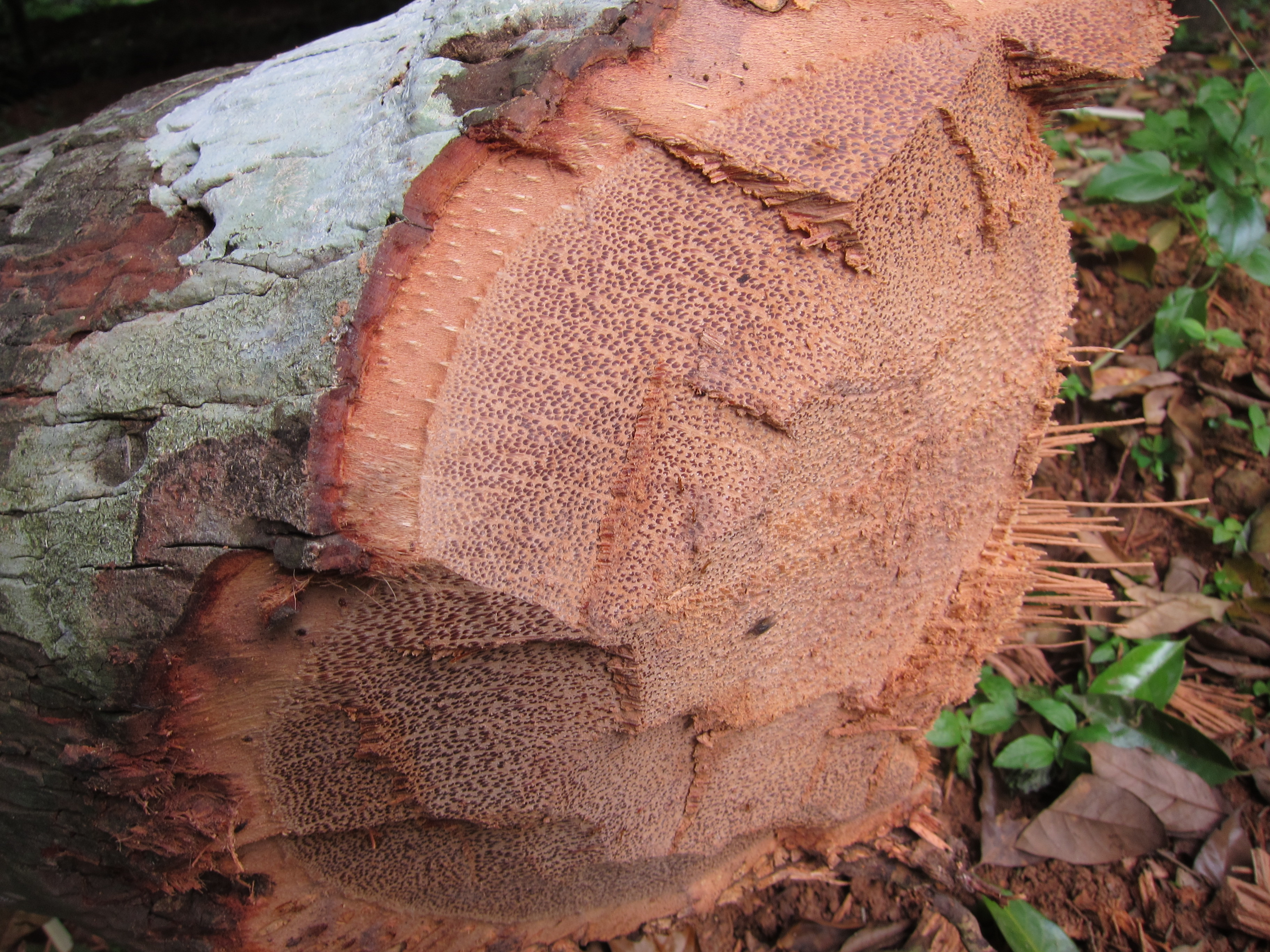
Coupe d'un tronc de cocotier, montrant le « grain » typique du bois de cocotier.

Son bois n'est pas sans rappeler l'apparence de l'acajou. Toutefois, le bois de cocotier a un grain beaucoup plus fibreux que l'acajou et il ne présente pas les irisations de ce dernier. Les teintes et les nuances vont du doré au presque ébène, avec des taches brun foncé. Il y a trois divisions de la couleur de base relatives à la densité du bois : tons brun foncé (haute densité), tons brun moyen (moyenne densité) et tons dorés légers (faible densité).
Les cocotiers n'ont pas de cernes annuels de croissance, des raies, de cœur ou de succursales, ce qui signifie que le bois de cocotier est exempt de nœuds et autres imperfections de ce genre.

## Propriétés
Le cocotier est un monocotylédone.
Il a une tige (stipe) mince, lisse, d'un diamètre moyen de 300 mm, qui croît jusqu'à une hauteur d'environ 25 mètres.
La partie la plus dure et la plus dense du bois se trouve sur le périmètre externe du tronc, ce qui donne sa force à l'arbre, tandis que la teneur en silice élevée du bois lui donne son élasticité.
Vers le centre du tronc, le bois devient moins dur.
Le bois a une dureté Janka de 112,5 à 154,7 kgf/cm2, qui est supérieure à celle du chêne (70,3–84,4 kgf/cm2) et du douglas (35,9 kgf/cm2).
Le bois de cocotier est classé selon trois degrés de densité :
- bois de haute densité (cortex externe) - dur : 600–900 kg/m3,
- bois de  densité moyenne (cortex interne) - moyen / dur : 400–600 kg/m3,
- bois de faible densité (cœur) - tendre/moyen : 200–400 kg/m3.

## Utilisation

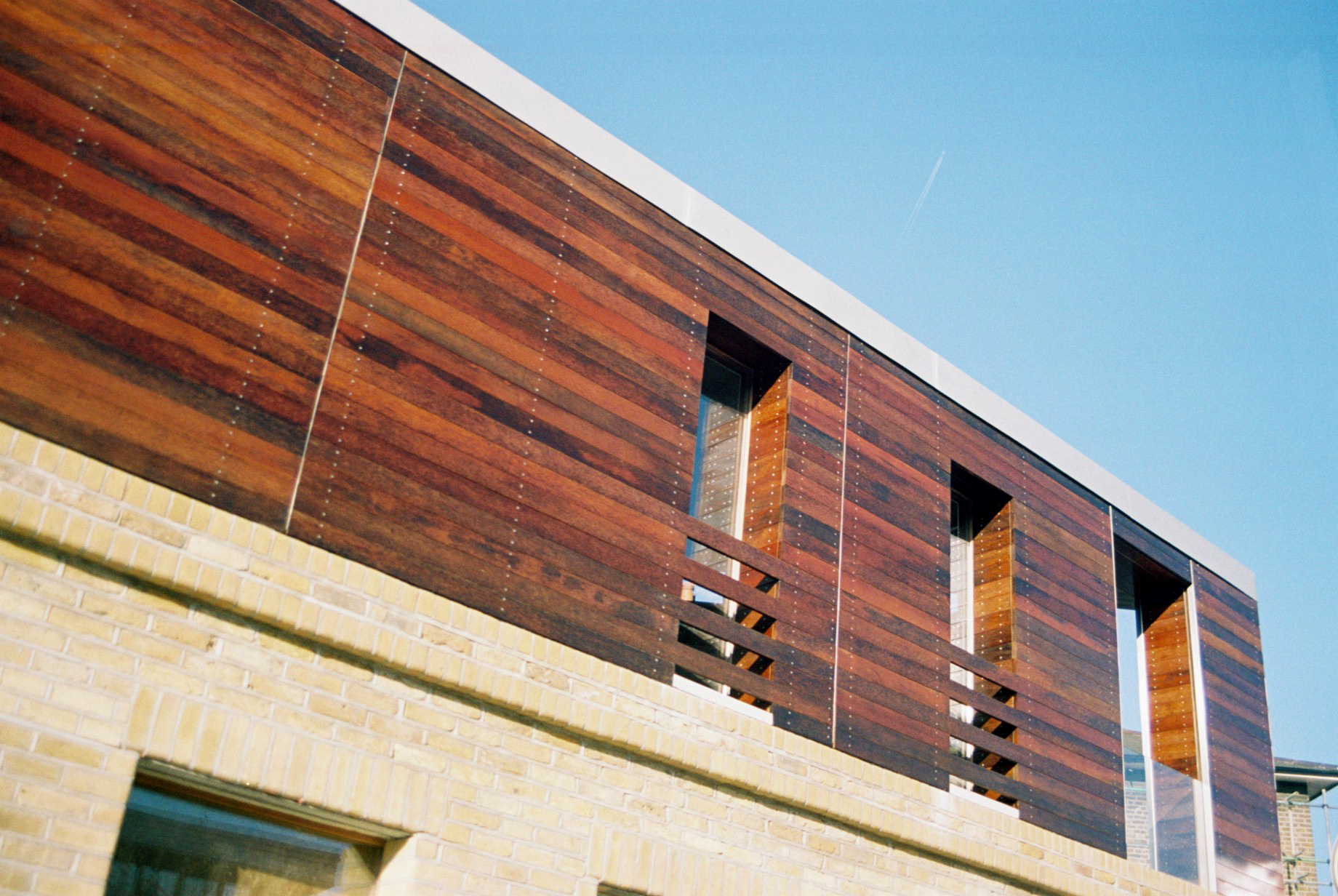
Bâtiment en bois de cocotier à Londres.

Le bois de cocotier a de nombreuses applications aussi bien comme matériau structurel que comme matériau d'aménagement intérieur.
Le bois de haute densité, plus dur, est adapté pour des éléments de structure générale, tels que les piliers, fermes, portes et fenêtres, planchers, terrasses et solives de plancher.
Le bois de densité moyenne peut être utilisé pour les murs, les solives de plafond et goujons horizontaux.
Le bois de faible densité est utilisé dans des applications non porteuses comme des panneaux de bois, de l'habillage intérieur et des plafonds, ainsi que des articles ménagers.
Le bois de cocotier fourni par Pacific Green est destiné à être utilisé dans des applications extérieures dans le développement de Masdar City à Abu Dhabi, y compris des portes d'entrée, des panneaux et des portes.

## Développement local
Le bois de cocotier est une source de revenus pour les communautés insulaires les moins avancées du Pacifique sud. Les troncs de cocotiers anciens, auparavant de faible valeur, ont été promus comme source de placages et autres produits de bois.